# Kisumu
Kisumu é uma cidade do Quênia, capital do distrito de Kisumu e da província de Nyanza.